# RW 49
Der Rickmers Typ RW 49 ist ein kleinerer Containerschiffstyp, welcher von der Rickmers-Werft in Bremerhaven entwickelt und gebaut wurde. Nach dem Ende der Rickmers-Werft produzierte man den Schiffstyp in Polen als Stocznia Szczecińska B 183 weiter.

## Geschichte

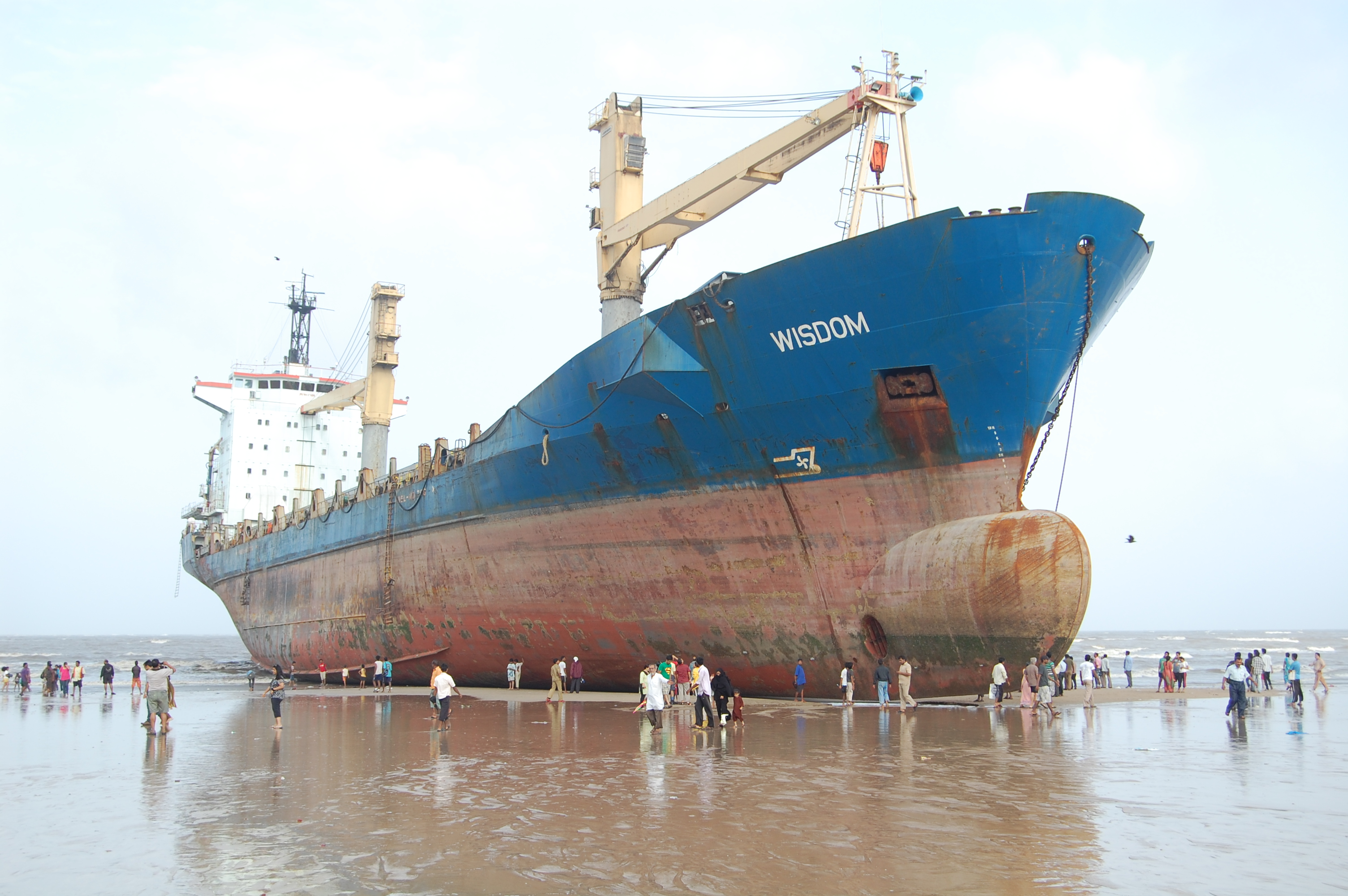
Die gestrandete Wisdom

Der Entwurf der Baureihe RW 49 basierte auf dem kleineren Typ RW 39. Von der Rickmers Werft, welche die Schiffe auch konzipierte, wurden den Jahren 1984 bis 1986 vier Einheiten in mehreren Ausführungen gebaut. Obgleich die Produktion in Bremerhaven durch die Schließung der Rickmers-Werft beendet wurde, stellte der RW 49 einen Erfolgstyp dar. Ab Oktober 1989 baute die Stettiner Werft Stocznia Szczecinska in den folgenden Jahren unter dem Baureihenkürzel B 183 noch 23 weitere Schiffe des Basisentwurfs und einige der verlängerten Variante. Darüber hinaus diente der B 183 der polnischen Werft als Grundlage der nochmals größeren Nachfolgetypen B 186 (1.465 TEU), B 186 (1.684 TEU) und B 170 (1.730 TEU).
Die RW-49-Schiffe hatten vier Luken, die mit Pontonlukendeckeln verschlossen wurden. Als eigenes Ladegeschirr standen zwei Kräne à 40 Tonnen zur Verfügung. Innerhalb der Bauserie wurden, den Wünschen der Auftraggebern entsprechend, verschiedene Viertakt-Hauptmotore des Herstellers MAN B&W, aber auch Zweitakter von Mitsubishi verwendet.

## Die Schiffe (Auswahl)
| Typ RW 49 / B 183 | Typ RW 49 / B 183                | Typ RW 49 / B 183 | Typ RW 49 / B 183 | Typ RW 49 / B 183                                             | Typ RW 49 / B 183 |
| Bauname           | Bauwerft, Baunummer              | IMO- Nummer       | Ablieferung       | Auftraggeber                                                  | Umbenennungen und Verbleib |
| ----------------- | -------------------------------- | ----------------- | ----------------- | ------------------------------------------------------------- | --- |
| Heike             | Rickmers, 425                    | 8410342           | 7. März 1985      | J. & W. Lünstedt, Jork                                        | in Fahrt als Fast Eagle, 1987 Athens, 1987Lloyd Itaja, 1988 Nacional Vitoria, 1992 TSL Gallant, 1992 Allison Lykes, 1993 Lila Bhum, 1996 X-Press Manaslu, 2009 Kawa Mas, ab 4. September 2013 in Xinhui verschrottet. |
| Patricia Rickmers | Rickmers, 401                    | 8415677           | 14. Juni 1985     | Bertram Rickmers, Hamburg                                     | in Fahrt als Ville De Lumiere, 1986 Santiago, 1988 Lloyd Maranhao, 1989 Direct Eagle, 1990 Red Sea Ensign, 1990 Patricia Rickmers, 1996 Sinar Java, 2007 MSC Chaneca, ab 31. Mai 2012 in Alang verschrottet. |
| Olandia           | Rickmers, 403                    | 8417558           | 4. Oktober 1985   | W. Harms, Buxtehude                                           | 1988 Ocean Spirit, 1989 Contship Canada, 1989 Olandia, 1991, City of Leeds, 1991 Olandia, 1994 Pudong, 1995 Olandia, 1999 Vietnam Star I, 2001 Moringia, 2002 Olandia, 2003 India Star, 2004 QC Wisdom 2007 Wisdom, am 11. Juni 2011 auf der Schleppreise zum Abbruch in Juhu Beach gestrandet, im Juli geborgen und in Alang verschrottet |
| Birgit Naber      | Rickmers, 430                    | 8421212           | 7. März 1986      | Schiffahrtskontor Knüppel, Hamburg Naber Reederei, Lilienthal | Jens Knüppel, Birgit Naber, Nedlloyd Zaandam, Birgit Naber, AEL Europa, Birgit Naber, CMB Envoy, Birgit Naber, FAS Gulf, EWL Central America, Endeavour, ab 29. Februar 2012 in Alang verschrottet |
| Kairo             | Stocznia Szczecinska, B183/1     | 8900842           | 1992              | -                                                             | ?, 2011 MSC Luzon, 2014 verschrottet |
| R. C. Rickmers    | Stocznia Szczecinska, B183/2     | 8900854           | 1992              | -                                                             | ?, 2004 Delmas Marula, 2005 CMA CGM Karibu, 2005 Delmas Portugal, 2009 Umgeni, 2011 R. C. Rickmers, 2012 MTT Kuching, 2017 verschrottet |
| Ankara            | Stocznia Szczecinska, B183/3     | 8901925           | 1992              | -                                                             | ?, 2001 OPDR Tenerife, 2002 Grand, 2003 P&O Nedlloyd Chania, 2005 Grand, 2008 MSC Granada, 2011 Grand, 2020 verschrottet |
| Mai Rickmers      | Stocznia Szczecinska, B183/4     | 8901937           | 1992              | -                                                             | ?, 2008 DP Genoa, 2012 verschrottet |
| Bruarfoss         | Stocznia Szczecinska, B183-III/5 | 9117193           | Juni 1996         | -                                                             | ?, 2000 Melbridge Bilbao, 2003 MB Canada, 2004 Alianca Patagonia, 2006 Iréne, 2012 Florenta, 2013 Ilne Star, 2017 Abbruch als Lea in Alang |